# Medaglia di servizio per militari tirolesi del 1797
La medaglia di servizio per militari tirolesi del 1797 fu una medaglia di benemerenza dell'Impero austriaco.

## Storia
La medaglia venne istituita nel 1797 dall'imperatore Francesco II per ricompensare tutto il personale militare tirolese che fosse stato impegnato nella difesa dei confini del Tirolo dall'avanzata Napoleone Bonaparte verso l'Austria. Per quanto la medaglia possa apparire per concessione simile a quella coniata nel 1796, questa fu molto più diffusa dal momento che molte più persone parteciparono alla difesa del Tirolo rispetto alla chiamata alle armi dell'anno precedente, dal momento che per la prima volta l'esercito francese arrivò a toccare i confini dell'Austria propriamente detta.

## Insegne
La medaglia consisteva in un disco circolare d'argento che riportava, sul diritto, il volto dell'imperatore Francesco I voltato a destra, coronato d'alloro ed accompagnato dalla scritta FRANZ II R. K. ERZH. ZU OEST. GEG. GRAF VON TYROL. TYROLIS con sotto la firma dell'incisore I. N. WIRT. F. Sul retro, al centro, la medaglia riportava una corona d'alloro con all'interno il seguente testo DEN  / TAPFERN VERTHEIDIGERN / DES / VATERLANDS / MDCCXCVI.
Il nastro della medaglia era giallo con un filetto nero per parte ed uno centrale.